# ISO 3166-2:VU
ISO 3166-2:VU는 지리 식별 부호(geocode)를 정의하는 ISO 표준인 ISO 3166-2의 일부이며 바누아투에 적용된다. 6개의 행정 구역이 하부 부호를 할당받았다. 하부 코드는 3자리의 영어 대문자로 쓴다. VU는 ISO 3166-1에서 할당된 국가 코드를 사용한다.

## 식별 부호
| 코드   | 행정 구역 |
| ------ | --------- |
| VU-MAP | 말람파 주 |
| VU-PAM | 페나마 주 |
| VU-SAM | 산마 주   |
| VU-SEE | 셰파 주   |
| VU-TAE | 타페아 주 |
| VU-TOB | 토르바 주 |